# Petit Beurre

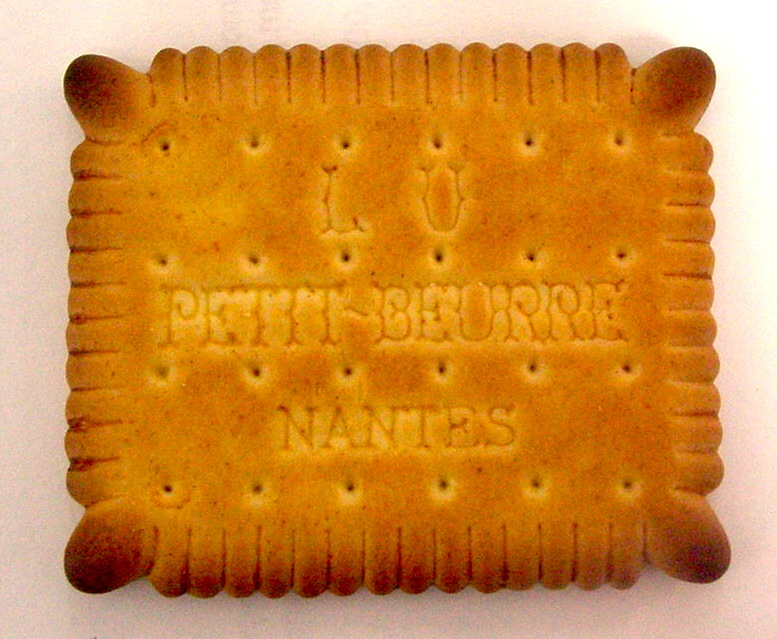
Een Petit Beurre

De Petit Beurre, of Véritable Petit Beurre, is een soort biscuitje, oorspronkelijk uit Nantes in Frankrijk. De meest gekende is die van het merk LU. Het recept werd bedacht in 1886 door Louis Lefèvre-Utile, geïnspireerd door Engelse producten uit die tijd. 
Het koekje is ook in andere landen gekend onder zijn Franse naam, in de Engelstalige landen heet het French Petit Beurre en in Turkije petibör.

## Kenmerken
Het koekje is 65 mm lang, 54 mm hoog en 6,5 mm dik, en het weegt 8,33 g. Het heeft een glad oppervlak en bevat vier hoeken, 52 inkepingen aan de zijkant en 24 punten (4 lijnen op 6 kolommen) in het midden waartussen het opschrift Lu Petit-Beurre Nantes.
Er wordt beweerd dat de Petit Beurre met deze kenmerken verwijst naar verschillende tijdsintervallen. Zo zouden de vier hoeken de vier seizoenen vertegenwoordigen, de 52 inkepingen de weken van een jaar en de 24 punten de uren op een dag. Echter, er bestaat geen bewijs dat Louis Lefèvre-Utile dit daadwerkelijk zo heeft bedoeld.

## Ingrediënten
Volgens de fabrikant bestaat de Petit Beurre van LU uit:
- tarwebloem: 73,5 %;
- suiker en glazuur;
- boter : 13,6 % ;
- volle melk : 1,3 % ;
- zout;
- bakpoeder: natriumbicarbonaat, ammoniumbicarbonaat, citroenzuur;
- smaakstoffen.